# Acacia lirellata
Acacia lirellata é uma espécie de leguminosa do gênero Acacia, pertencente à família Fabaceae.